# Крылов, Владимир Алексеевич
Владимир Алексеевич Крылов (18 октября 1891 года, дер. Жары — 13 июня 1967 года, Куйбышев) — советский военный деятель, Генерал-майор (1940 год).

## Начальная биография
Владимир Алексеевич Крылов родился 18 октября 1891 года в деревне Жары.

## Военная служба
В 1913 году был призван в ряды Русской императорской армии и направлен на учёбу в Павловское военное училище, которое окончил в том же году.

### Первая мировая и гражданская войны
В ходе Первой мировой войны командир батальона Крылов в составе 17-го стрелкового полка 5-й стрелковой дивизии принимал участие в боевых действиях на территории Восточной Пруссии. Был награждён орденами Св. Владимира 4 степени, Св. Анны 2, 3, 4 степени, Св. Станислава 2 и 3 степени, все ордена «с мечами и бантом» за боевые подвиги. В марте 1917 года в чине поручика был тяжело ранен, после чего попал в плен, из которого был освобождён в конце 1918 года .
В январе 1919 года вступил в ряды РККА, после чего был назначен на должность командира роты, затем — на должность командира батальона 7-го пограничного стрелкового полка (Западный фронт), а в декабре — на должность помощника командира 474-го пограничного стрелкового полка.

### Межвоенное время
В декабре 1920 года был назначен на должность командира 242-го Волжского, а в ноябре 1925 года — на должность командира 93-го стрелковых полков.
В ноябре 1926 года был направлен на учёбу на Стрелково-тактические курсы «Выстрел», после окончания которых в августе 1927 года был назначен на должность командира 102-го стрелкового полка (94-я стрелковая дивизия). С октября 1931 года служил в Военной электротехнической академии РККА, дислоцированной в Ленинграде, на должностях преподавателя, начальника строевой подготовки академии, старшего преподавателя и исполняющего должность доцента кафедры общей тактики.

### Великая Отечественная война
С началом войны генерал-майор Крылов продолжил служить в академии.
В сентябре 1941 года был назначен на должность начальника штаба 55-й армии, однако с ноября того же года состоял в распоряжении Военного совета Ленинградского фронта, а с декабря исполнял должность начальника отдела боевой подготовки штаба фронта.
В январе 1942 года был назначен на должность начальника штаба 23-й армии, в сентябре — на должность начальника отдела боевой подготовки штаба Ленинградского фронта, в октябре — на должность начальника штаба 67-й армии, однако в ноябре был освобождён от занимаемой должности и направлен в распоряжение Военного совета Ленинградского фронта, и в мае 1943 года был назначен на должность заместителя начальника штаба по военно-полевым укреплениям 55-й армии, а в декабре — на должность заместителя начальника штаба по военно-полевым укреплениям 67-й армии.
В январе 1944 года Крылов был назначен на должность начальника штаба 123-го стрелкового корпуса. С 6 по 8 апреля и с 29 по 31 мая исполнял должность командира этого же корпуса, который с 4 апреля вёл наступательные боевые действия по направлению Воскресенское — Филатова Гора и до 8 апреля три раза безуспешно пытался прорвать оборону противника. 18 апреля корпус был выведен во второй эшелон. В июне Крылов был назначен на должность начальника штаба 54-й армии, а в июле — на должность начальника штаба 42-й армии Ленинградского фронта.
30 апреля 1945 года был зачислен в распоряжение Военного совета Ленинградского фронта.

### Послевоенная карьера
В июле 1945 года был назначен на должность начальника Управления боевой и физической подготовки штаба Ленинградского военного округа, а в мае 1946 года — на должность начальника кафедры родов войск Военной электротехнической академии связи РККА.
Генерал-майор Владимир Алексеевич Крылов в августе 1947 года вышел в отставку по болезни. Умер 13 июня 1967 года в Куйбышеве.

## Воинские звания
- Полковник (1935);
- Комбриг (26.04.1940);
- Генерал-майор (4.06.1940).

## Награды
- Орден Ленина (21.02.1945);
- Два ордена Красного Знамени (17.02.1944, 3.11.1944);
- Орден Отечественной войны 1-й степени (11.08.1943);
- Медаль «За оборону Ленинграда» (1944);
- Другие медали.